# Digitalina
Digitalina é uma substância cristalina,  usada  como tônico cardíaco. É extraída das folhas da Digitalis purpurea (dedaleira). Faz parte do arsenal terapêutico para tratamento de insuficiência cardíaca. Atualmente, foi substituída por sua forma sintética chamada de Digoxina.